# فرناندو بوستوس
فرناندو بوستوس (اسپانیایی: Fernando Bustos‎; ۱ اوت ۱۹۴۴ – ۲۳ سپتامبر ۱۹۷۹) بازیکن فوتبال اهل مکزیک بود.
از باشگاه‌هایی که در آن بازی کرده‌است می‌توان به باشگاه فوتبال کروز آزول و باشگاه فوتبال اتلتیکو اسپانیول اشاره کرد.
وی همچنین در تیم‌های ملی فوتبال مکزیک و زیر ۲۳ سال مکزیک بازی کرده‌است.